# مارك ماك إيوان
مارك ماك إيوان هو صاحب مطعم كندي، ولد في 1957.

## وصلات خارجية
- مارك ماك إيوان على موقع IMDb (الإنجليزية)